# Parafia Narodzenia Najświętszej Maryi Panny w Chocianowcu
Parafia Narodzenia Najświętszej Maryi Panny w Chocianowcu – parafia rzymskokatolicka w dekanacie Chocianów w diecezji legnickiej.  Jej administratorem jest ks. mgr Przemysław Słyszko. Erygowana w 1972 roku.